# Benowo (Bener)
Benowo is een bestuurslaag in het regentschap Purworejo van de provincie Midden-Java, Indonesië. Benowo telt 969 inwoners (volkstelling 2010).